# Корбер, Отто
О́тто Ко́рбер (нем. Otto (Otho, Ottho) Korber (Körber); 1490 Бамберг (Бавария) — 19 марта 1553 Кульмбах) — германский теолог и проповедник периода Реформации, один из ближайших сподвижников Мартина Лютера, потомок рыцаря Тевтонского ордена Удо фон Корба (Udo von Korb), прародитель двух ветвей рода Керберов: австрийской (аристократической), наиболее ярким представителем которого был канцлер Австрии Эрнст Карл Франц Йозеф Томас Фридрих фон Кёрбер, и российско-прибалтийской (духовной), в частности пастора Иоганна Фридриха Кёрбера.

## Биография
Родился Отто или, как нередко писали, Отхо (Ottho, Otho) в Бамберге (Верхняя Франкония, Бавария) до 1495 года (в некоторых источниках указывается 1490 г.). В отличие от недавних предков он избрал себе путь богослова. Среднее образование Корбер получил в Латинской школе Кульмбаха, ныне известной как гимназия маркграфа Георга-Фридриха. Уровень преподавания в гимназии был столь высок, что Корберу потребовался лишь один семестр учёбы в университете Эрфурта, чтобы подготовиться к сдаче экзаменов для получения степени магистра богословия. Примечательно, что всего несколькими годами раньше в том же университете учился Мартин Лютер, однако встреча их произошла лишь десятилетие спустя.
Получив в 1511 г. степень магистра Корбер вернулся домой в родной Бамберг, где стал викарием в католической церкви Св. Гангольфа (St. Gangolf). Этот старейший в городе храм сохранился до наших дней. С 1518 года в той же церкви Корбер служил уже в сане каноника. В мае 1522 года он был назначен епархиальным куратором (тезаурарием) церкви Св. Гангольфа.
Карьера католического священника складывалась вполне успешно, но после встречи с Мартином Лютером все резко переменилось. Оказалось, что идеи протестантов-реформаторов во многом совпадали с мыслями самого Корбера, и вскоре он примкнул к нарождающейся лютеранско-евангелической церкви. В начале 20-х годов он оказался среди первых слушателей Мартина Лютера в университете Виттенберга. Здесь он сблизился с известным германским писателем периода Реформации Эразмом Альберусом, с которым находился в очень близких отношениях в течение всей жизни и о котором написал биографический очерк.
В годы Крестьянской войны в Германии 1524—1526 гг. центром реформации стал Нюрнберг где в 1526 году Корбер занял пост проповедника в Пилленройтском Доминиканском женском монастыре святой Клары. Это был один из первых католических монастырей, который протестанты пытались распустить. Однако обратить ортодоксальных монахинь в новую веру никак не удавалось. В конце концов, было принято компромиссное решение прекратить прием новых послушниц. Лишь в 1596 году со смертью последней монахини монастырь был закрыт. От него до наших дней дошли лишь руины церкви св. Катерины. Её, в отличие от самого монастыря, удалось перевести в разряд лютеранских. Шестнадцать лет, в самый сложный для протестантов период с 1526 по 1542 годы, в этой церкви проповедовал Отто Корбер. В эти же годы в Нюрнберге пастор возглавил главную приходскую церковь Св. Себальда, а с 1532 года к тому же исполнял обязанности приходского священника церкви в Херсбруке близь Нюрнберга.
В 1542 году Корбер вернулся в Кульмбах смотрителем (суперинтендентом) лютеранских приходов. В 1547 г. он уже Генеральный суперинтендент (епископ), а с 1548 года ещё и смотритель женского монастыря Ордена Кармелитов в Хайльбронне. В этот же год он был введен в земельный сословный парламент Ландтаг.
До самой смерти своего учителя Мартина Лютера пастор Отто Кербер оставался одним из самых преданных его соратников. В день похорон Лютера в 1546 году Корбер поклялся над могилой великого реформатора, что в каждом поколении его потомков один из сыновей будет обязан посвятить себя служению протестантской церкви.

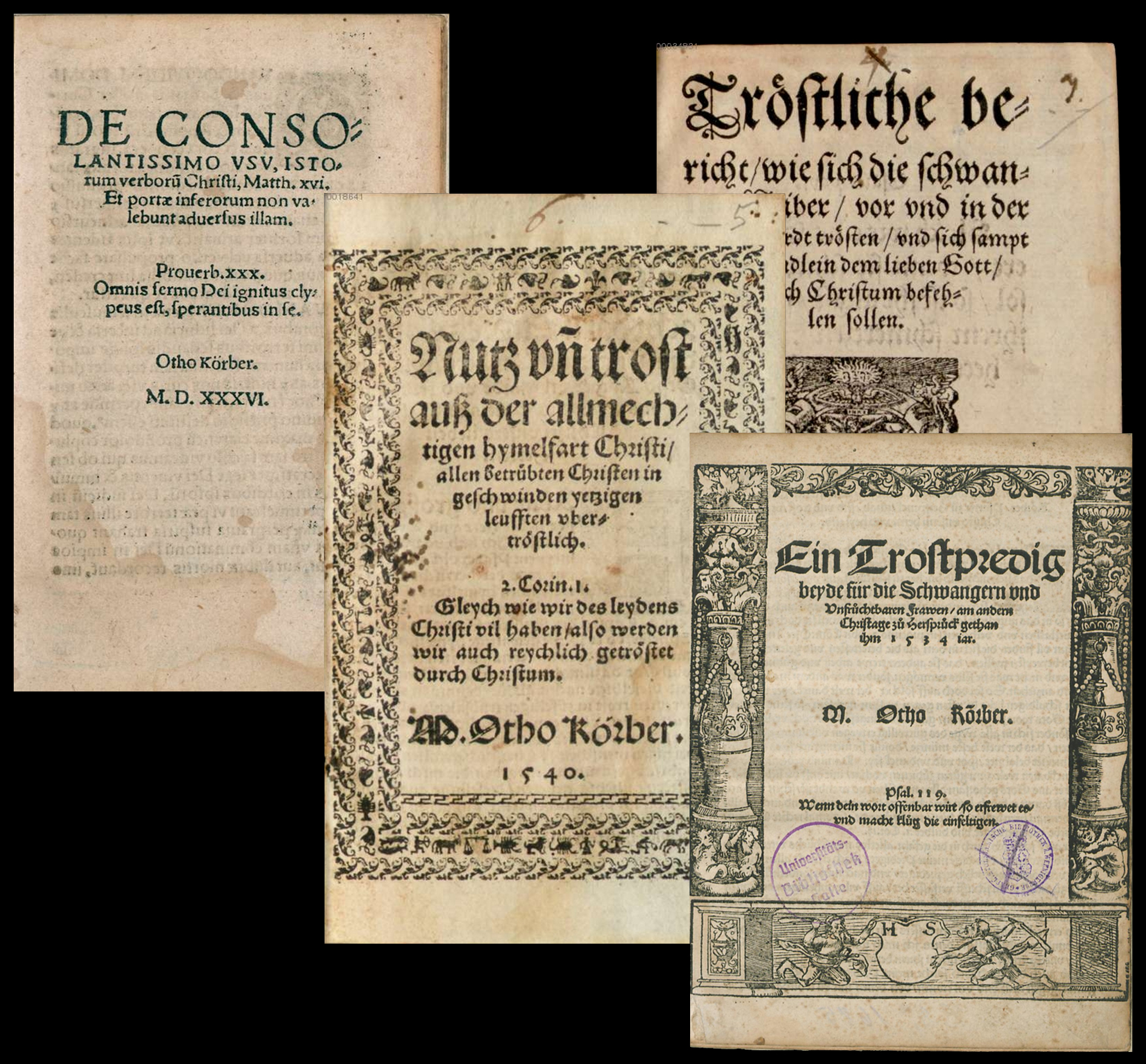
Некоторые книги пастора Отто Корбера

До нас дошло несколько богословских трудов Отто Кербера. Это не только полемические произведения, направленные против папства, которыми в то время удивить было трудно.
Крайне интересным оказался труд Корбера «Nutz unn trost auß der allmecht. Hymelfart Christi», опубликованный в 1553 году, который считается годом его смерти. Это был трактат о том, «как беременная женщина может утешить себя до и во время родов, доверив себя и своего ребёнка Господу через христианскую веру». В своем труде пастор дал советы по зачатию, поведению во время беременности и родов. Свои слова утешения он начал с общего утверждения: «Святой апостол Павел, хваля праведность женщин, говорит, что женщина спасается через рождение детей, но только если она по-прежнему пребывает в вере, любви, святости и трезвом уме». Корбер напомнил женщинам, что страдания во время беременности и родов есть наказание, наложенное на всех женщин за «погрешения Евы в райском саду». Он посоветовал им принять эти физические испытания с терпением и признать их в качестве «наказания милосердного Отца их».
Корбер увещевал беременных верить в Бога и «обращаться к нему в их бедственном положении». В лице Корбера церковь взглянула на вопрос деторождения под новым углом зрения. Бог создал «мужчину и женщину по образу Своему» на шестой день и произнес: «Плодитесь и размножайтесь». Корбер, цитирует этот отрывок, а затем интерпретирует эти слова следующим образом: «…плодовитость — Божье благословение, а дети — Божий дар». И далее: «…состояние плодородия придает женщине святость и это самим Богом установлено». То, в чём католическая церковь традиционно усматривала греховное, Корбер видел божественное.
Скончался Отто Корбер в 1553 г. в Кульмбахе, где и был похоронен. Известны имена двух его сыновей.

## Семья
- Сын: Элиас Корбер (Elias Korber) — сельский пастор из Вайэнцелль (Weihenzell) близ Нюрнберга.
- Сын: Иоганн Мартин Корбер (Johann Martin Korber) — протестантский пастор.